# Schietpartij in Izjevsk op 26 september 2022
Er vond een schietpartij in Izjevsk plaats op een school op 26 september 2022. Izjevsk ligt in het Russische Oedmoertië. Voordat de schutter, Artjom Kazantsev, zelfmoord pleegde, vermoordde hij 18 mensen en verwondde hij nog 23 anderen.

## Schietpartij
De schietpartij gebeurde in school nr. 88 in Izjevsk, Oedmoertië, Rusland om ongeveer 10.52 uur. De schutter, Artjom Kazantsev, ging gewapend met twee pistolen en een grote hoeveelheid kogels de school binnen en begon op verschillende leerlingen te schieten. Daarna ging hij een leeg lokaal binnen en schoot hij zichzelf in het hoofd. Filmpjes van de nasleep, met onder andere beelden van Kazantsevs levenloze lichaam, werden door de onderzoekscommissie gepubliceerd.

## Slachtoffers
Op de school vermoordde Kazantsev 17 mensen. De slachtoffers waren onder meer 11 studenten van 7 tot 15 jaar, twee bewakers, twee leerkrachten en twee andere volwassenen. 24 mensen raakten gewond, onder wie 22 kinderen. Een van de gewonden, een 67-jarige vrouw, stierf op 8 november, waardoor het dodental opliep tot 18.

## Onderzoek
Onderzoekers onderzochten de woning van Kazantsev en zijn potentiële neofascisme en neonazisme nadat er berichten waren dat hij betrokken was in een neofascistische organisatie of groep. De wapens die werden gevonden waren twee "traumatische" pistolen, een vorm van niet-dodelijke wapens gebruikt door de politie die waren aangepast om scherpe munitie af te vuren. Ook waren er sleutelhangers die de daders van het bloedbad op Colombine High School, Eric Harris en Dylan Klebold, eer betoonden.

## Dader
Volgens de onderzoekscommissie was de schutter de 34-jarige Artjom Kazantsev, een voormalig student van de school. Er werd gemeld dat hij een T-shirt met nazi-symbolen en een bivakmuts droeg. Volgens het hoofd van Oedmoertië, Aleksandr Bretsjalov, was Artjom geregistreerd als een patiënt bij een instelling voor geestelijke gezondheid met een diagnose van schizofrenie.
Volgens een e-mail geschreven door Kazantsev 20 minuten voor het gebeuren, was de aanval geen terroristische aanval.
Kazantsev was op 7 december 2008 voor de rechter verschenen na een mesaanval op twee mensen, hij stak een tiener die hij niet kende in de rug en stak twintig minuten later een vrouw in haar rug en schouder. De zaak werd behandeld door een vrederechter. Het forensisch psychiatrisch onderzoek vond dat de verdachte in staat van krankzinnigheid was op dat moment. De rechtbank overwoog dat Kazantsev niet onderworpen was aan strafrechtelijke aansprakelijkheid omdat hij een misdaad had gepleegd zonder grote gevolgen. In mei 2009 werd de criminele zaak gesloten en weigerde de rechtbank een dwangmatige medische behandeling toe te passen.

## Reacties
Dmitri Peskov beschreef de aanval als een "terroristische handeling door een persoon die blijkbaar bij een neofascistische groep of organisatie hoort".
Aleksandr Bretsjalov kondigde drie dagen van rouw af.
Woorden van innige deelneming werden door Russische president Vladimir Poetin, Russisch eerste minister Mikhail Mishustin en hoofden en vertegenwoordigers van de regio's van het land naar de familie van de slachtoffers verzonden. Spontane herdenkingen werden georganiseerd in een aantal steden in Rusland.
De hoofden en vertegenwoordigers van buitenlandse staten en internationale organisaties betuigden hun medeleven: Chinees president Xi Jinping, de Verenigde Naties, de Europese Unie, het Egyptisch ministerie van buitenlandse zaken en de Amerikaanse ambassade in Rusland.